# Charles R. Doran
Charles Richard Doran (* 14. August 1892 in Lake Providence, Louisiana; † 21. Juli 1984 in Lafayette, Louisiana) war ein Brigadegeneral der United States Army. Er war unter anderem Kommandeur der 75. Infanteriedivision.
Über die Jugend und Ausbildung von Charles Doran geben die Quellen keinen Aufschluss. Er gelangte in das Offizierskorps des US-Heeres, wo er es bis zum Brigadegeneral brachte. In seinen jüngeren Jahren absolvierte er den für Offiziere in den niederen Rangstufen üblichen Dienst in unterschiedlichen Einheiten und Standorten. Dazu gehörten auch Aufgaben als Stabsoffizier in verschiedenen Hauptquartieren. In den Jahren 1941 und 1942 kommandierte er das 18. Feldartillerieregiment. In diese Zeit fiel der Eintritt der Vereinigten Staaten in den Zweiten Weltkrieg.
Im Jahr 1943 erhielt Doran das Kommando über die gerade erst reaktivierte 17th Field Artillery Brigade. Diese war zunächst in Fort Sill in Oklahoma stationiert und nahm wie alle damals in den Vereinigten Staaten stationierten Einheiten an umfangreichen Manövern im Hinblick auf einen kommenden Kriegseinsatz teil. Als dieser im Jahr 1944 für diese Brigade kam, war Doran nicht mehr deren Kommandeur. Im Mai 1944 wurde er zur 12th Army Group versetzt, wo er eine direkt dem Stab dieses Großverbandes unterstehende, als Special Troops bezeichnete Einheit kommandierte. Damit gehörte er zum erweiterten Stab dieser Heeresgruppe. Diese war auf dem europäischen Kriegsschauplatz eingesetzt und den meisten dortigen amerikanischen Heereseinheiten übergeordnet. Dazu gehörten vier Armeen. Die Einheiten der 12th Army Group waren von 1944 mit der Landung der Alliierten in der Normandie bis zur Kapitulation Deutschlands am Feldzug durch Frankreich nach Deutschland beteiligt. Ob Dorans Stabsbrigade (Special Troops) an direkten Kampfhandlungen beteiligt war, ist nicht überliefert, aber eher unwahrscheinlich, da die Truppe direkt beim Stab der 12. Army Group angesiedelt war, der sich nicht in Frontnähe befand.
Im Oktober 1945 erhielt Charles Doran als Nachfolger von A. Arnim White das Kommando über die 75. Infanteriedivision. Seine Hauptaufgabe bestand darin, die bis dahin in Deutschland stationierte Division in die Vereinigten Staaten zurückzuführen und im November 1945 vorübergehend aufzulösen. Im Jahr 1946 war Doran für einige Zeit Kommandeur der Artillerie des VII. Korps, das dann ebenfalls vorübergehend aufgelöst wurde. Nach zwischenzeitlich anderer Verwendung ging er im Jahr 1948 in den Ruhestand.
Der mit Martha Marie Pellerin (1894–1978) verheiratete Offizier starb am 21. Juli 1984 in Lafayette und wurde auf dem dortigen Calvary Cemetery beigesetzt.